# Finplanet Fiumicino Calcio a 5
L'Associazione Sportiva Dilettantistica Finplanet Fiumicino Calcio a 5 è stata una società italiana di calcio a 5 con sede a Fiumicino, in provincia di Roma. La società si è sciolta nel 2013.

## Storia
Il Real Fiumicino rinasce nel 2005 grazie a un trio di imprenditori che rilevano la precedente società, rimasta inattiva per un anno. Dalla stagione 2008-09 cambia nome in Finplanet Fiumicino. Il Fiumicino era solito giocare le partite interne al Pala Danubio di Fiumicino ma in seguito a contrasti con il comune, si è poi trasferita al Pala Di Fiore di Ostia. Nella stagione 2010-11 la squadra vince il proprio girone di Serie A2 conquistando la promozione in Serie A. La permanenza nella massima categoria dura solo un anno, terminata con il play-out perso contro il Venezia. La stagione successiva la società, pur avendone diritto, decide di non iscriversi al campionato di Serie A2 ripartendo dalla Serie B. Nonostante l'iscrizione alla terza serie, i problemi economici già emersi nel finale della stagione precedente costringono la società a ritirare la squadra già in autunno, sancendone l'esclusione e il conseguente scioglimento. Dopo quattro anni di inattività, nell'estate del 2017 il Real Fiumicino viene rifondato e iscritto al campionato provinciale di Serie D. Al termine della stagione 2017-18 la squadra vince il proprio girone di Serie D, conquistando la promozione in Serie C2. Con l'intenzione di ottimizzare le risorse cittadine, durante l'estate del 2018 la società unisce le forze con l'Isola, squadra di Isola Sacra.

## Statistiche
| Livello | Categoria | Partecipazioni | Debutto   | Ultima stagione |
| ------- | --------- | -------------- | --------- | --------------- |
| 1°      | Serie A   | 1              | 2011-2012 | 2011-2012       |
| 2º      | Serie A2  | 2              | 2009-2010 | 2010-2011       |
| 3°      | Serie B   | 2              | 2008-2009 | 2012-2013       |

## Palmarès
- Campionato di Serie A2: 1

2010-11 (girone B)